# Percoidei
Sous-ordre
Les Percoidei (Percoïdés) sont un sous-ordre de poissons de l'ordre des Perciformes constitué de 80 familles. On y trouve des espèces tant marines que d'eau douce.
Ce vaste sous-ordre est peut-être paraphylétique, mais demeure cependant utilisé par les ichtyologues car il propose une sous-catégorisation utile à l'ordre très vaste des Perciformes.

## Liste des familles
Selon World Register of Marine Species (3 mai 2016) :
- famille Acropomatidae Gill, 1893
- famille Ambassidae Klunzinger, 1870
- famille Aplodactylidae Günther, 1859
- famille Apogonidae Günther, 1859 -- poissons-cardinaux
- famille Arripidae Gill, 1893
- famille Badidae Barlow, Liem & Wickler, 1968
- famille Banjosidae Jordan & Thompson, 1912
- famille Bathyclupeidae Gill, 1896
- famille Bramidae Bonaparte, 1831 - castagnoles
- famille Caesionidae Bonaparte, 1831 -- fusilliers
- famille Callanthiidae Ogilby, 1899
- famille Carangidae Rafinesque, 1815 - carangues
- famille Caristiidae Gill & Smith, 1905
- famille Centracanthidae Gill, 1893
- famille Centrarchidae Bleeker, 1859 - crapets, mariganes…
- famille Centrogenyidae Fowler, 1907
- famille Centropomidae Poey, 1867
- famille Cepolidae Rafinesque, 1815
- famille Chaetodontidae Rafinesque, 1815 - poisson-papillon
- famille Cheilodactylidae Bonaparte, 1850
- famille Chironemidae Gill, 1862
- famille Cirrhitidae Macleay, 1841 -- poissons-faucons
- famille Coryphaenidae Rafinesque, 1815 -- coryphènes
- famille Datnioididae Fowler, 1931
- famille Dichistiidae Smith, 1935
- famille Dinolestidae Whitley, 1948
- famille Dinopercidae Heemstra & Hecht, 1986
- famille Drepaneidae Gill, 1872
- famille Echeneidae Rafinesque, 1810 -- Rémoras
- famille Emmelichthyidae Poey, 1867
- famille Enoplosidae Gill, 1893
- famille Epigonidae Poey, 1861
- famille Gerreidae Bleeker, 1859 - gerres
- famille Glaucosomatidae Jordan & Thompson, 1911
- famille Grammatidae Jordan, 1887
- famille Haemulidae Gill, 1885 -- gaterins
- famille Hapalogenyidae
- famille Howellidae Ogilby, 1899
- famille Kuhliidae Jordan & Evermann, 1896
- famille Kyphosidae Jordan, 1887
- famille Lactariidae Boulenger, 1904
- famille Lateolabracidae
- famille Latidae Jordan, 1888
- famille Latridae Gill, 1862
- famille Leiognathidae Gill, 1893
- famille Leptobramidae Ogilby, 1913
- famille Lethrinidae Bonaparte, 1831 -- empereurs et capitaines
- famille Lobotidae Gill, 1861
- famille Lutjanidae Gill, 1861 - perches de mer, vivaneaux
- famille Malacanthidae Poey, 1861
- famille Menidae Fitzinger, 1873
- famille Monodactylidae Jordan & Evermann, 1898
- famille Moronidae Jordan & Evermann, 1896
- famille Mullidae Rafinesque, 1815 -- rougets
- famille Nandidae Bleeker, 1852
- famille Nematistiidae Gill, 1862
- famille Nemipteridae Regan, 1913
- famille Opistognathidae Bonaparte, 1835
- famille Oplegnathidae Bleeker, 1853
- famille Ostracoberycidae Fowler, 1934
- famille Parascorpididae Smith, 1949
- famille Pempheridae
- famille Pentacerotidae Bleeker, 1859
- famille Percichthyidae Jordan & Eigenmann, 1890
- famille Percidae Rafinesque, 1815 - perches
- famille Perciliidae Jordan, 1923
- famille Plesiopidae Günther, 1861
- famille Polycentridae Gill, 1858
- famille Polynemidae Rafinesque, 1815
- famille Polyprionidae Bleeker, 1874
- famille Pomacanthidae Jordan & Evermann, 1898 -- poissons-anges
- famille Pomatomidae Gill, 1863
- famille Priacanthidae Günther, 1859 -- gros-yeux
- famille Pristolepididae Regan, 1913
- famille Pseudochromidae Müller & Troschel, 1849
- famille Rachycentridae Gill, 1896
- famille Sciaenidae Cuvier, 1829 - courbines, maigres, ombrines, bourrugues
- famille Scombropidae Gill, 1862
- famille Serranidae Swainson, 1839 - mérous
- famille Sillaginidae Richardson, 1846
- famille Sparidae Rafinesque, 1818 -- spars, sars, daurades...
- famille Symphysanodontidae Katayama, 1984
- famille Terapontidae Richardson, 1842
- famille Toxotidae Bleeker, 1859 - poissons-archers

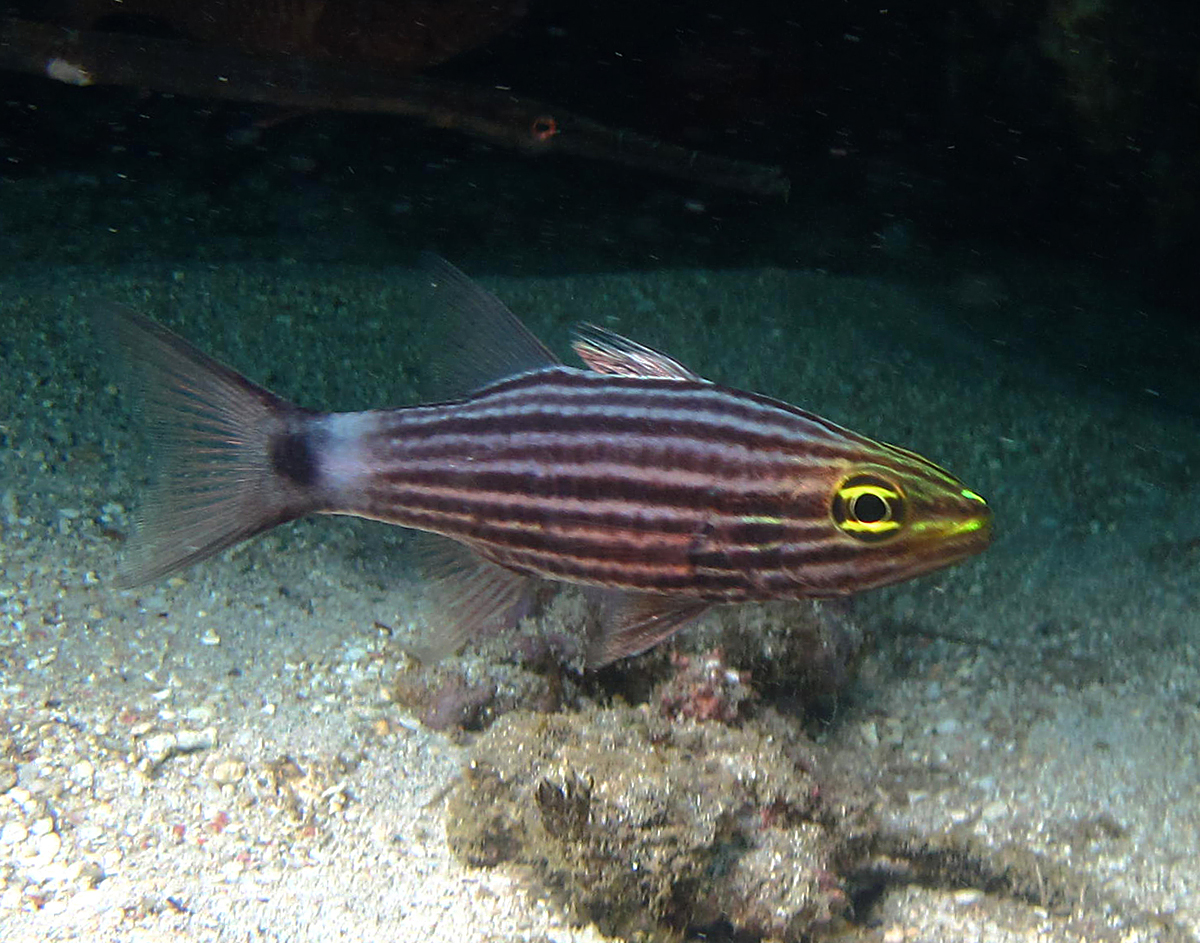
Cheilodipterus macrodon (Apogonidae).
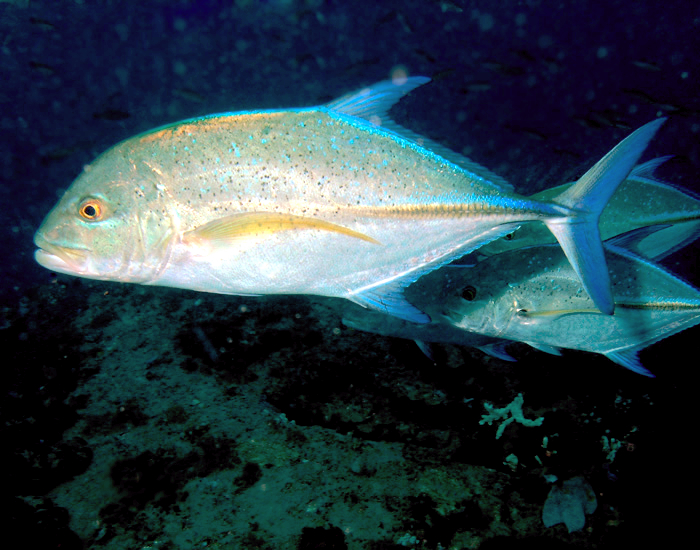
Caranx melampygus (Carangidae).
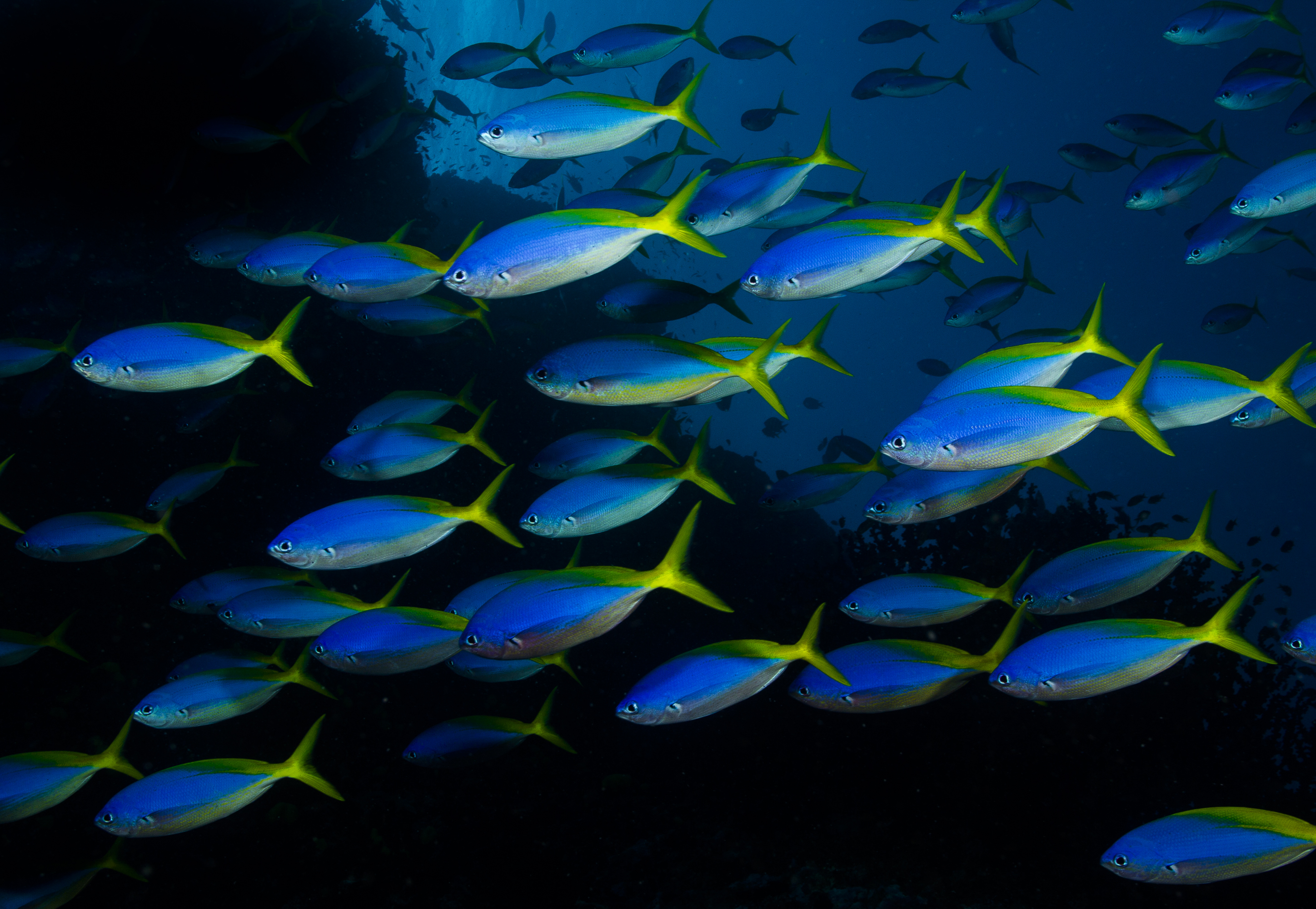
Caesio teres (Caesionidae).
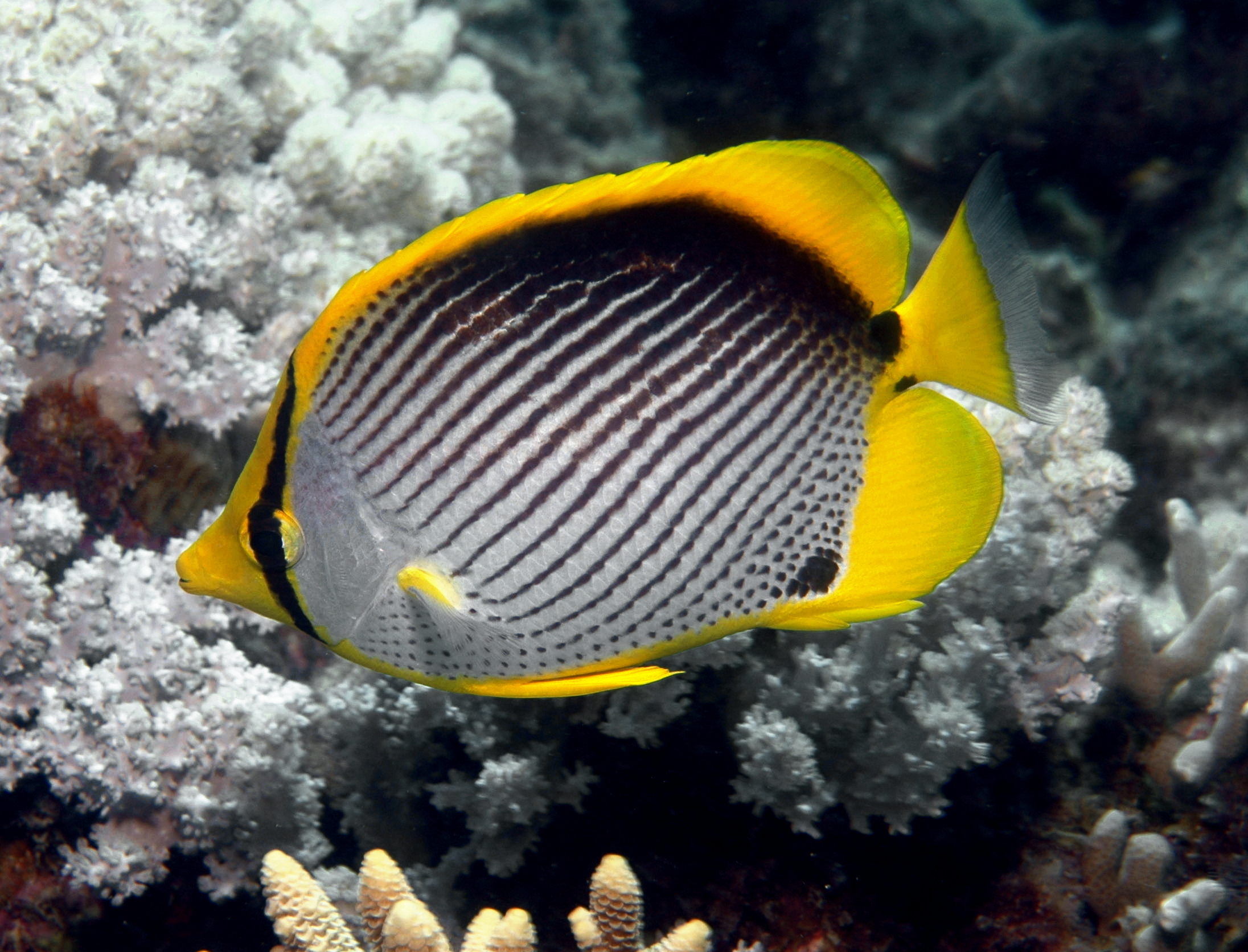
Chaetodon melannotus (Chaetodontidae).
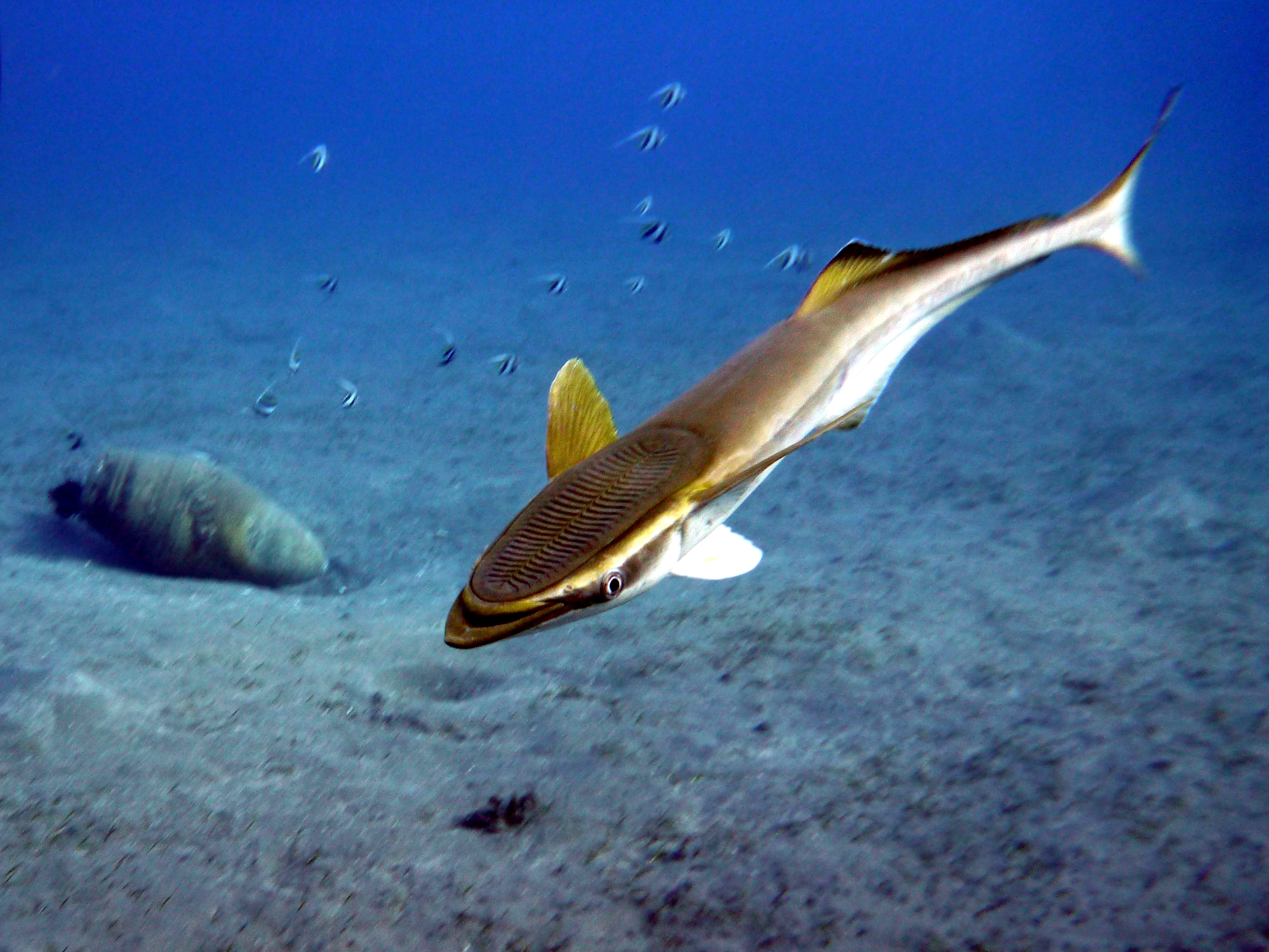
Echeneis naucrates.
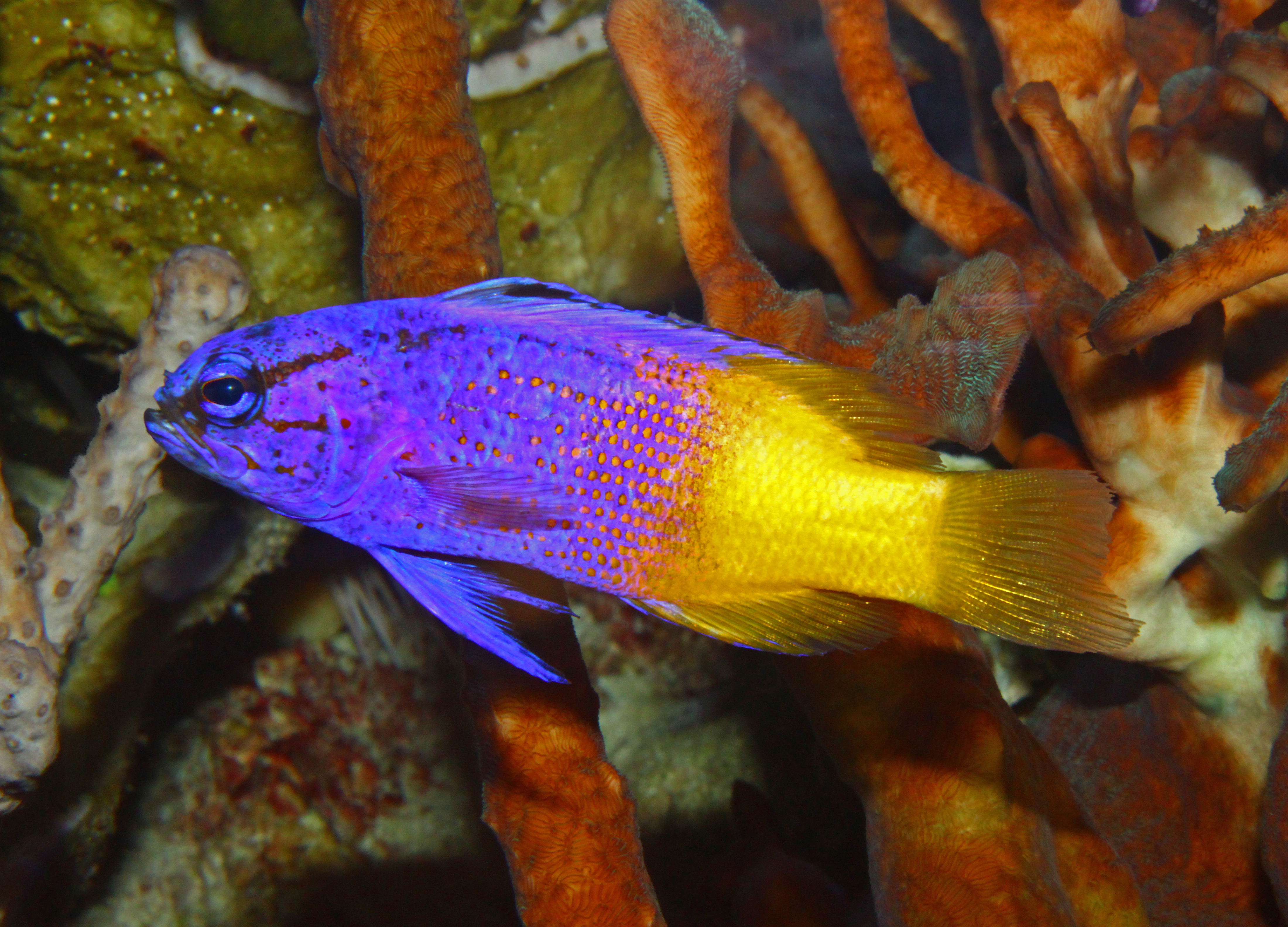
Gramma loreto (Grammatidae).
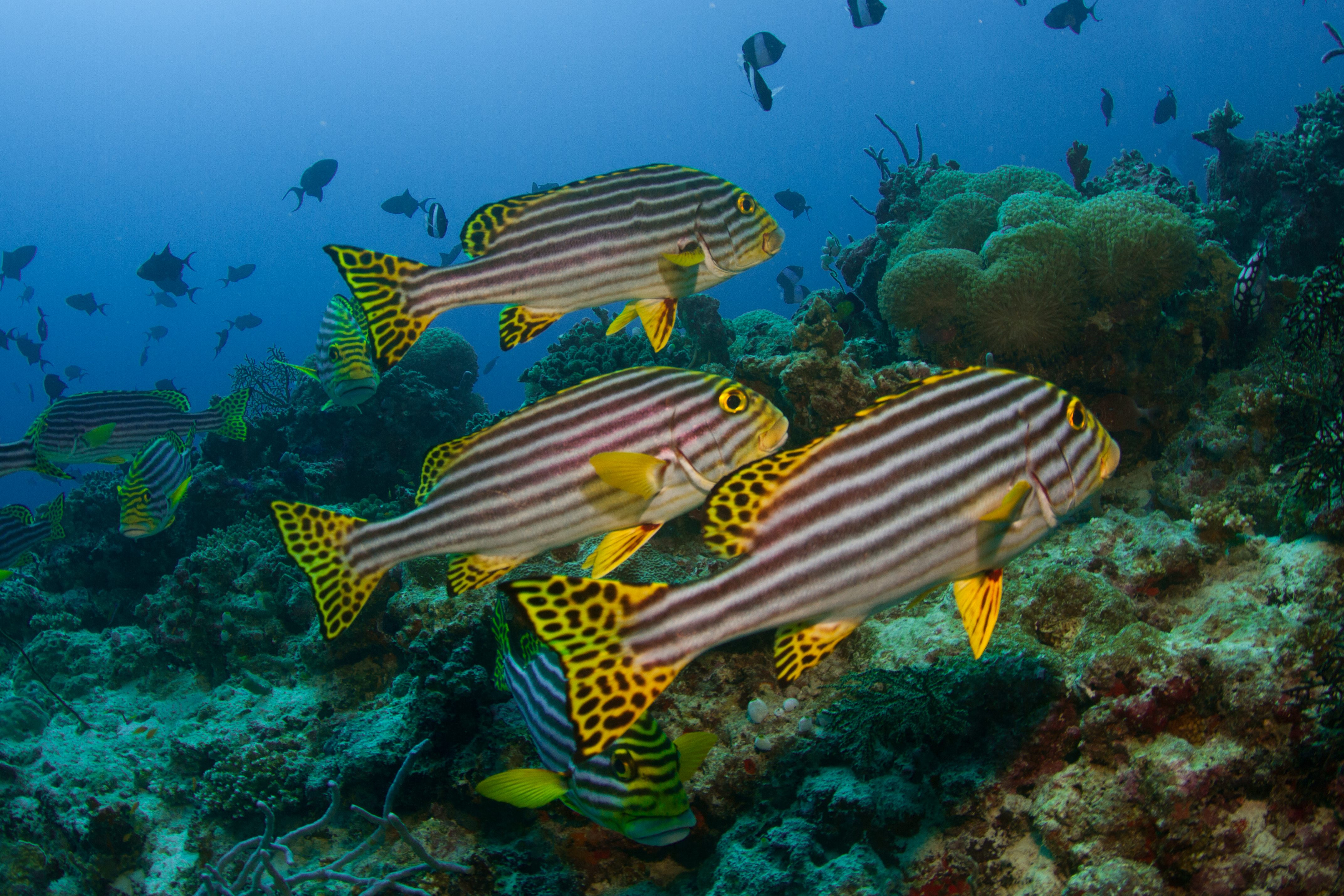
Plectorhinchus vittatus (Haemulidae).
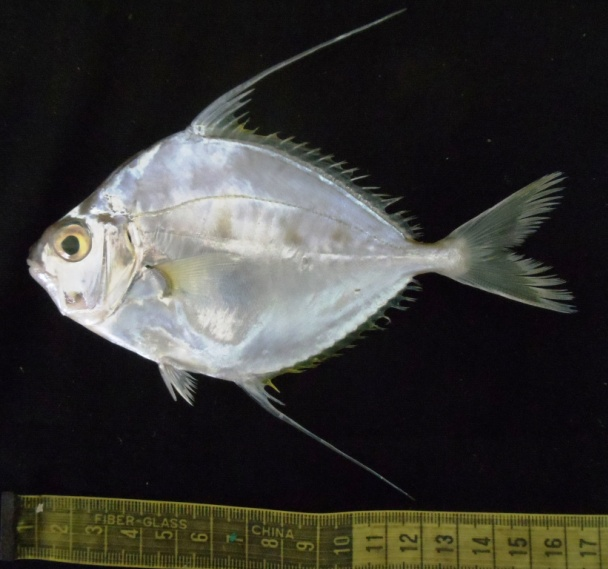
Leiognathus longispinis (Leiognathidae).
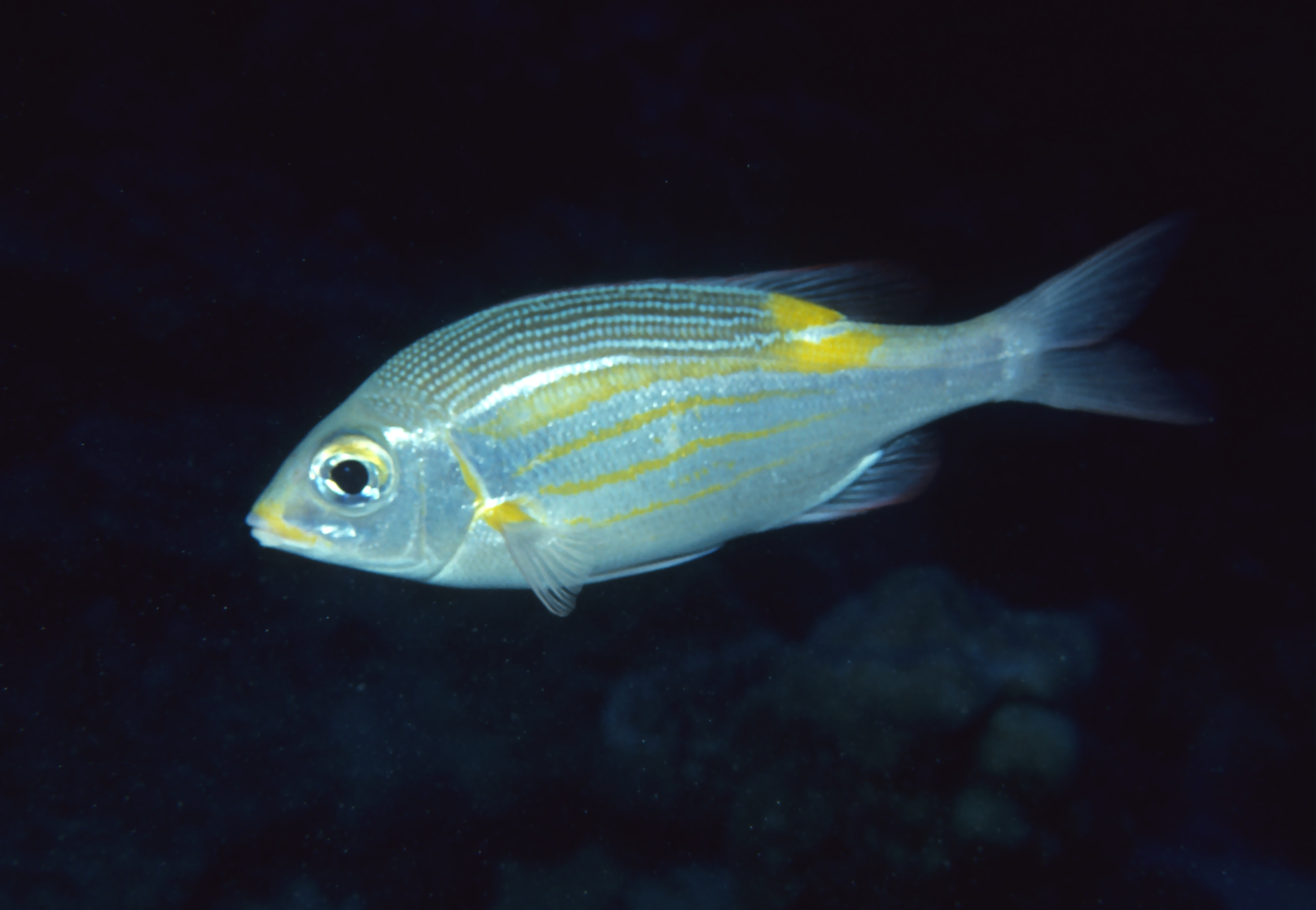
Gnathodentex aureolineatus (Lethrinidae).
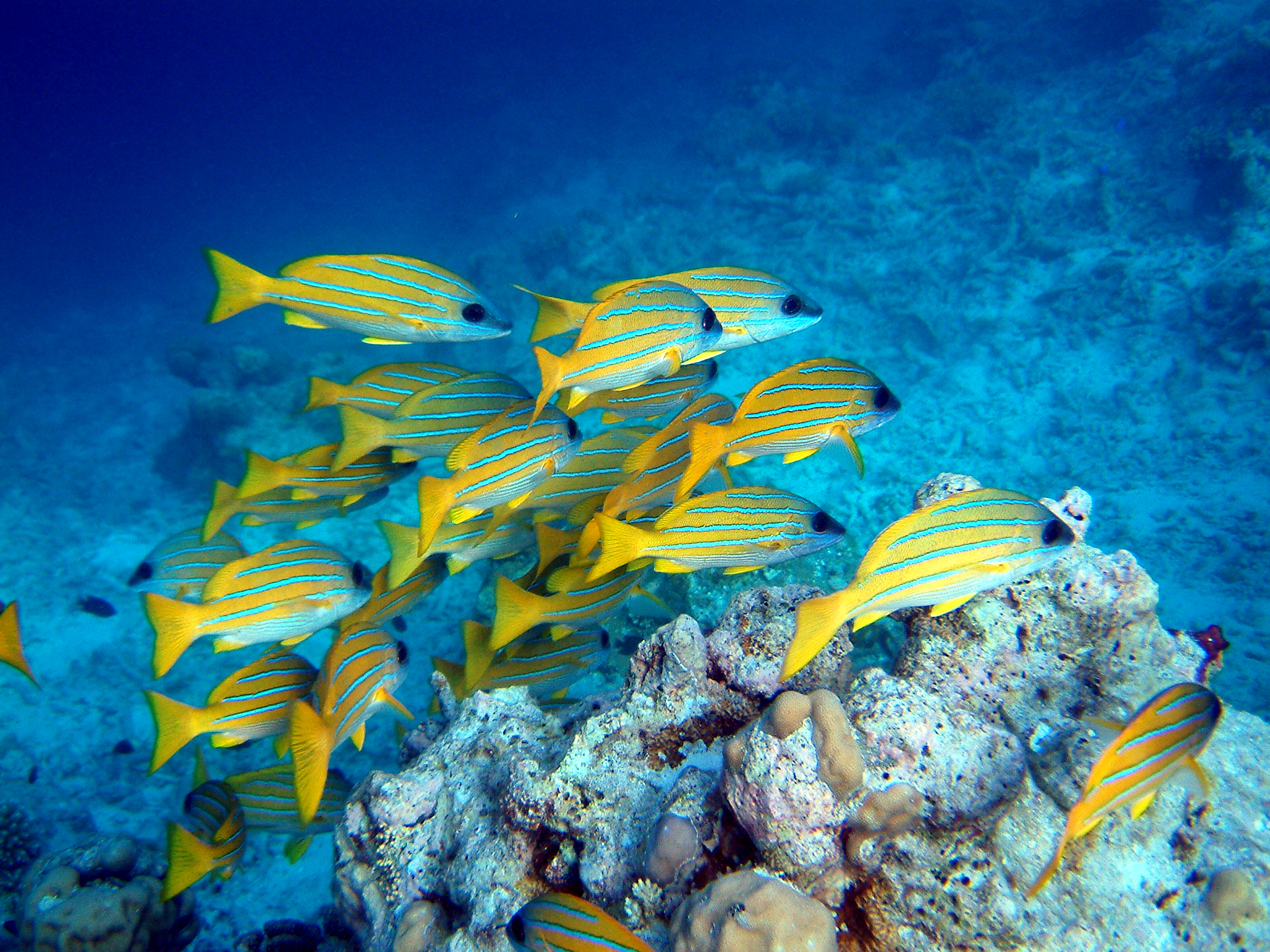
Lutjanus kasmira (Lutjanidae).
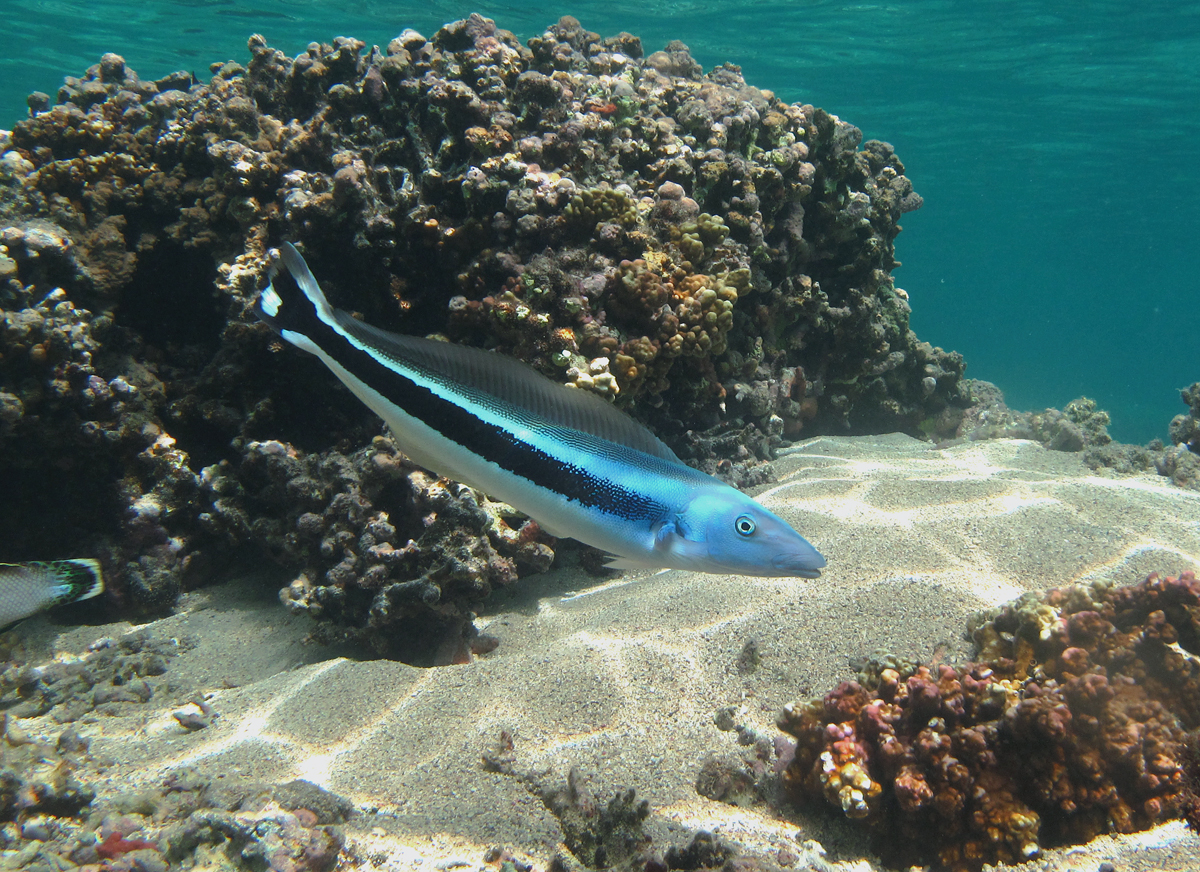
Malacanthus latovittatus (Malacanthidae).
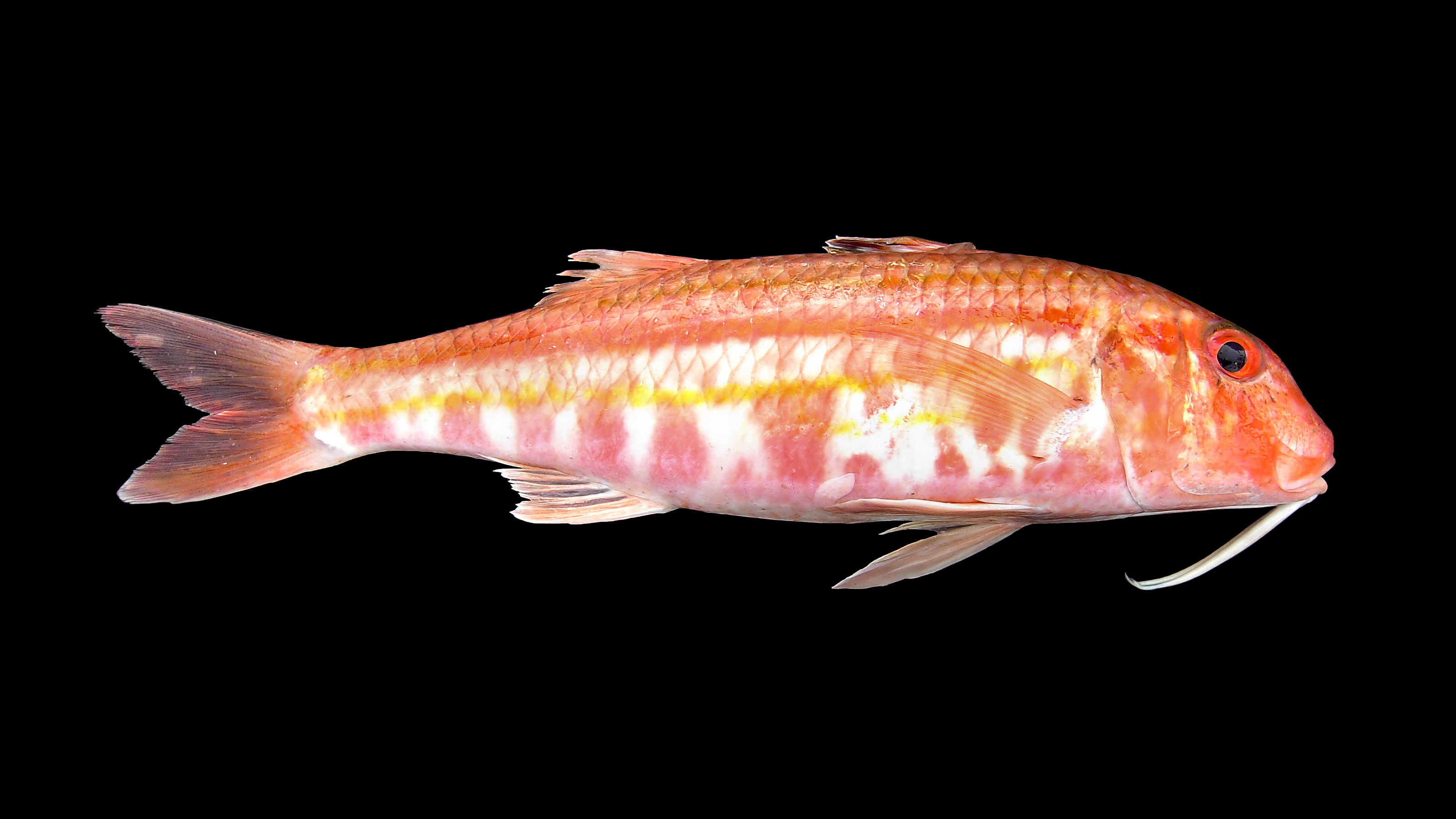
Mullus surmuletus (Mullidae).
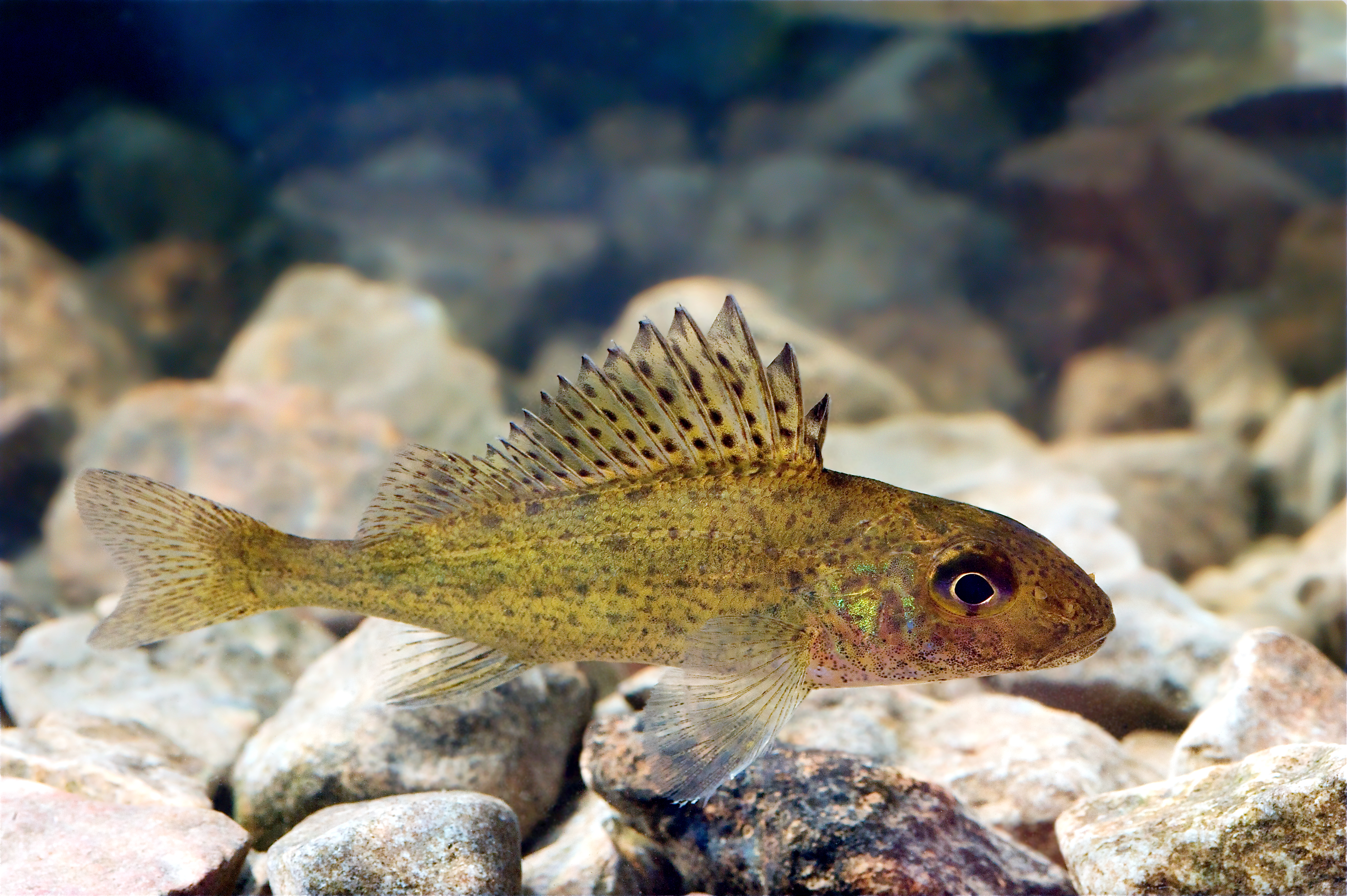
Gymnocephalus cernuus (Percidae).
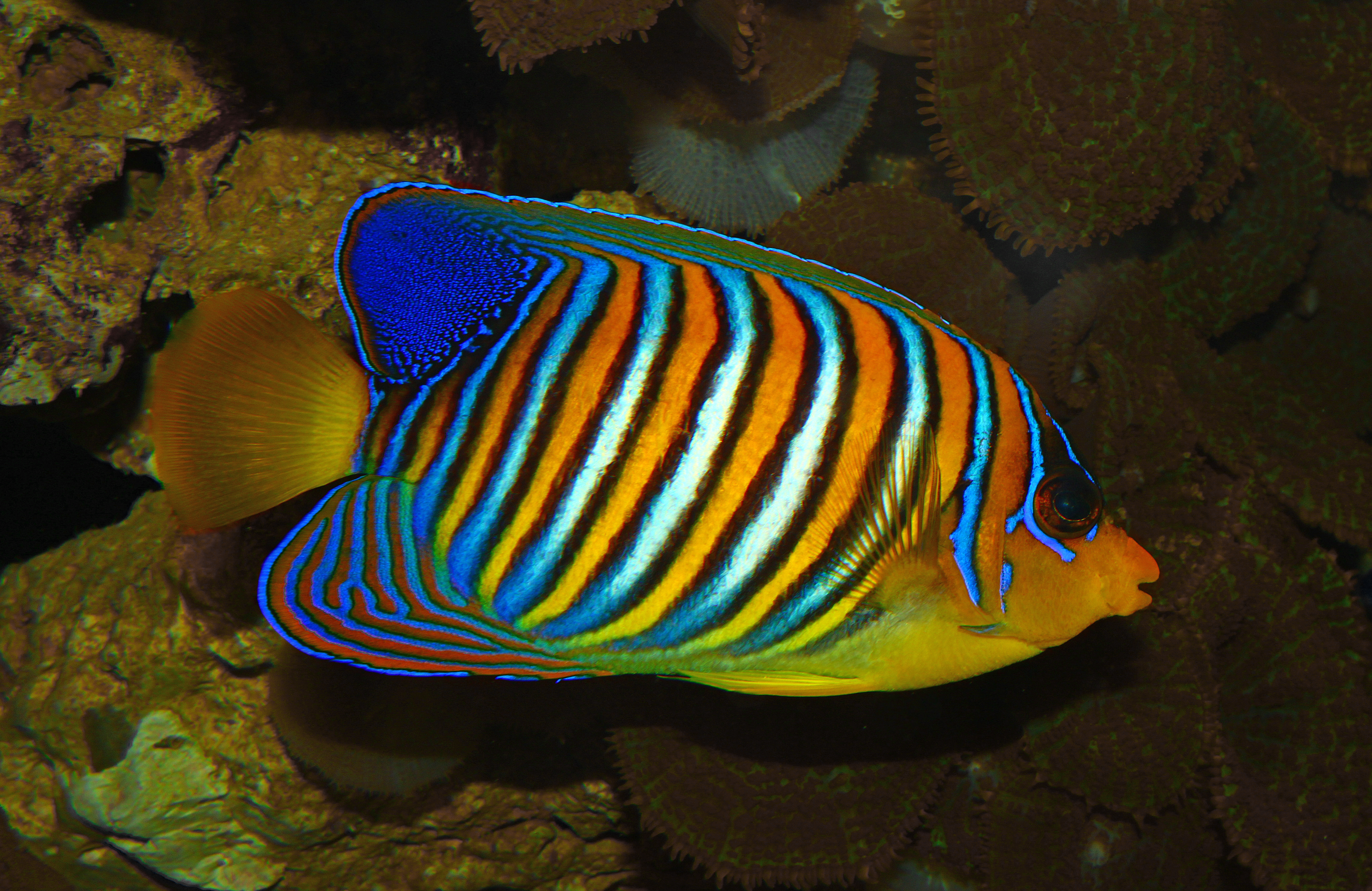
Pygoplites diacanthus (Pomacanthidae).
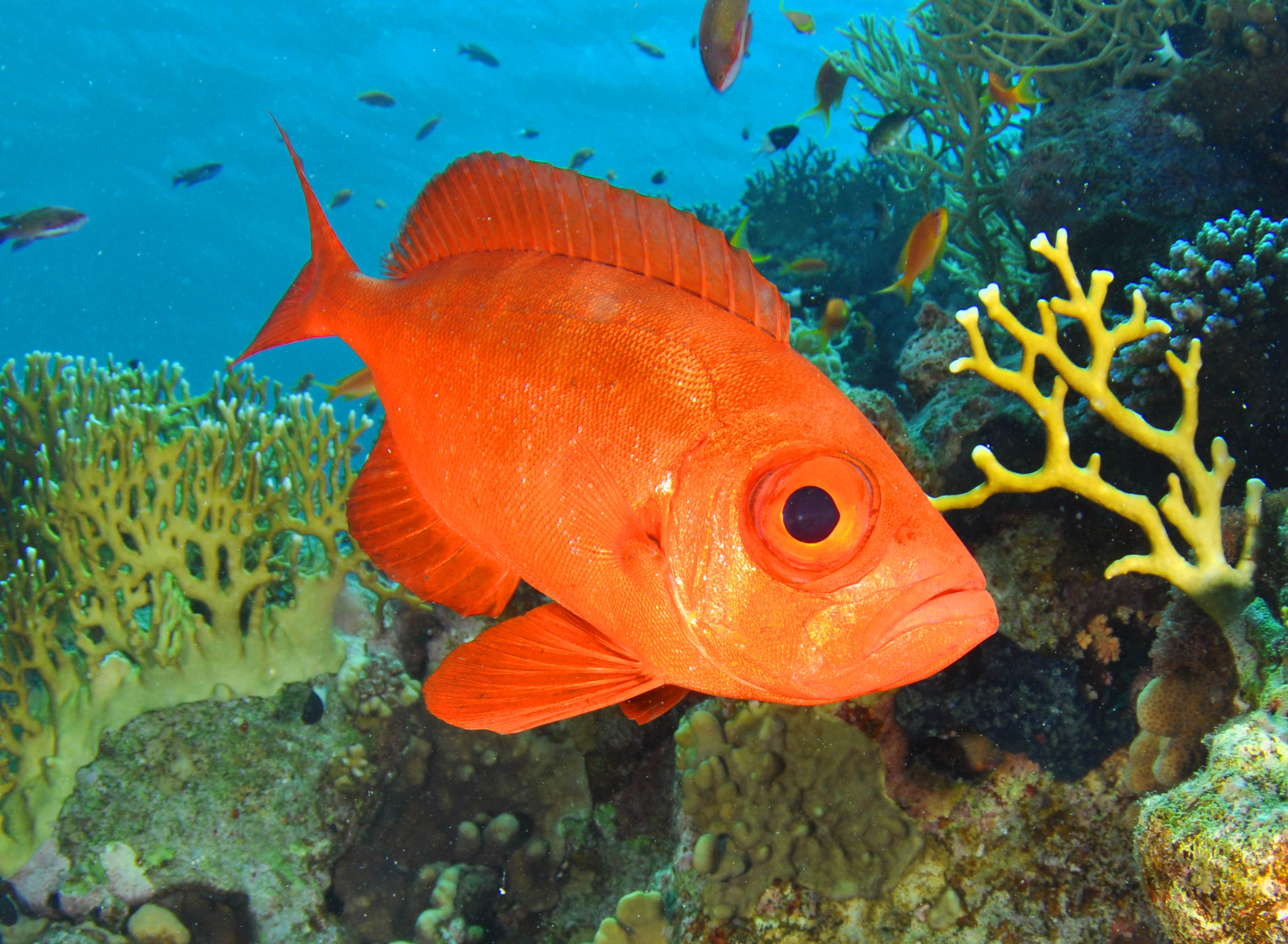
Priacanthus blochii (Priacanthidae).
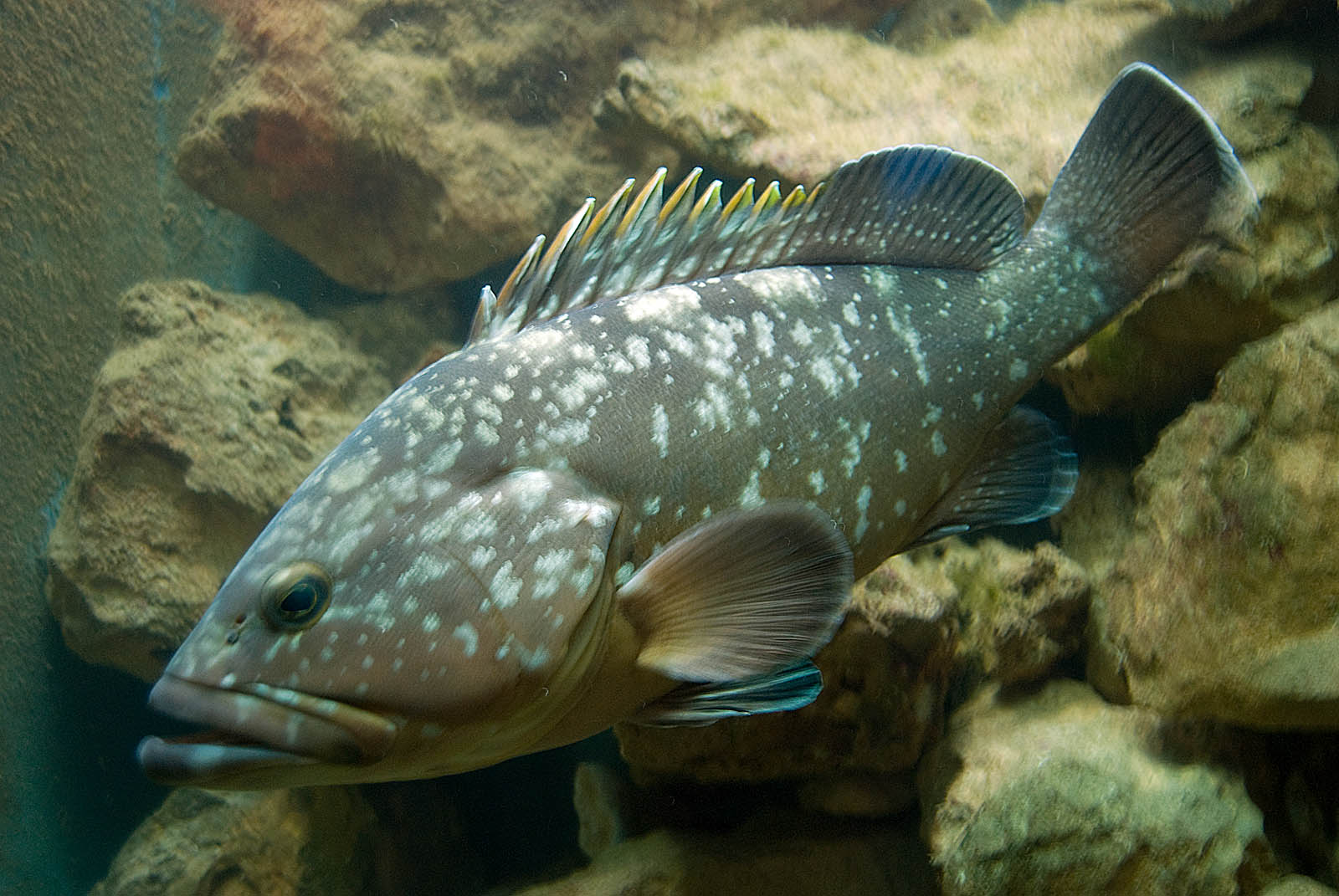
Epinephelus marginatus (Serranidae).
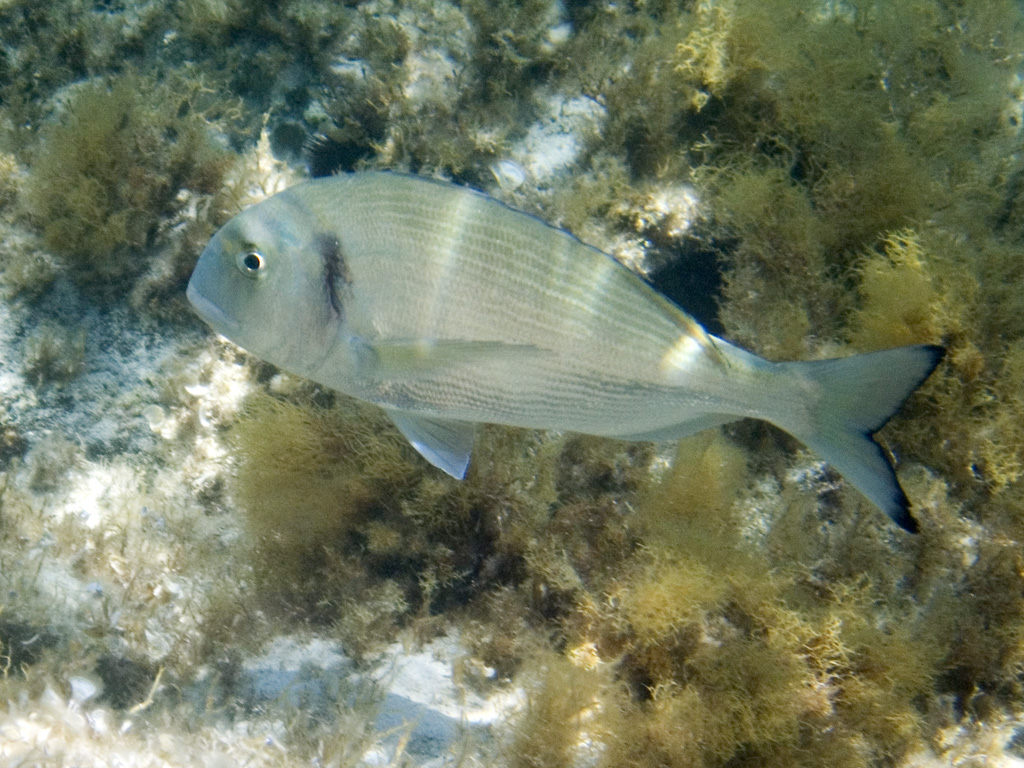
Sparus aurata (Sparidae).